# Kreuzkirche (Königs Wusterhausen)

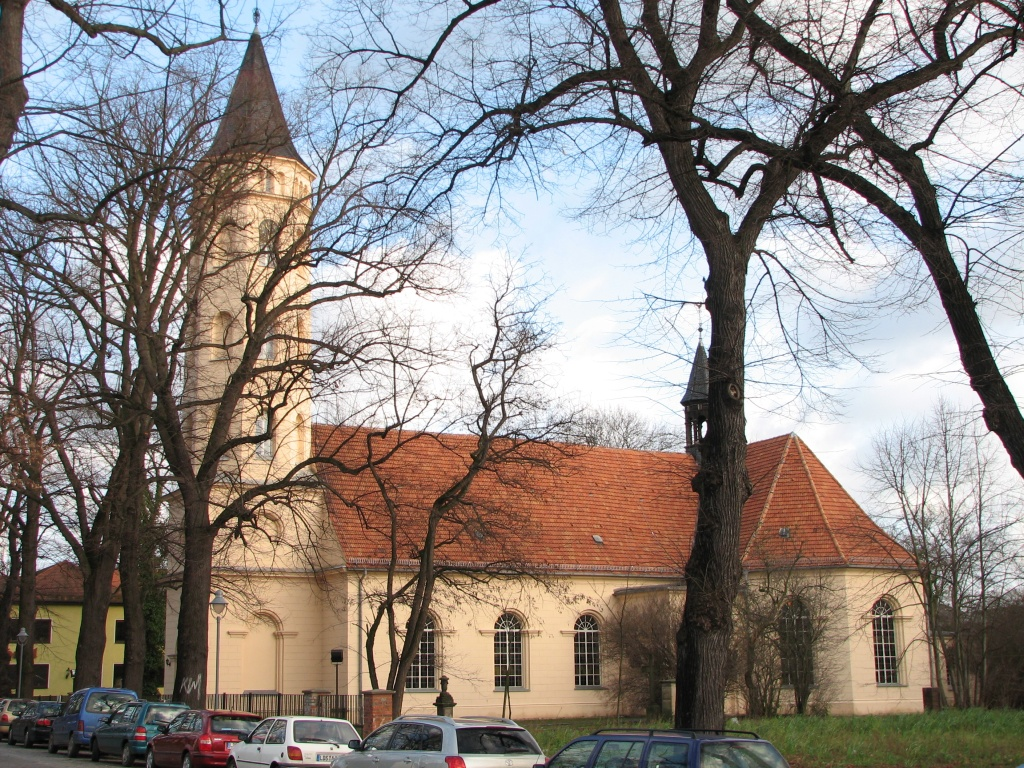
Die Kirche am Kirchplatz 2

Die Kreuzkirche ist eine evangelische Kirche in der brandenburgischen Stadt Königs Wusterhausen.

## Geschichte

### Vor dem Kirchenbau
Kirchlich gehört das damalige Wendisch Wusterhausen zur Diözese Brandenburg. Mit der Reformation wechselt das Verhältnis von Mater und Filialkirche: Wusterhausen wurde Mater, Hoherlehme die erste Filial-Gemeinde. Bis 1690 existieren in der Parochie vier Kirchen: Deutsch Wusterhausen mit einem eigenen Pfarrer, Hoherlehme, Niederlehme (mit Zernsdorf) und Königs Wusterhausen (mit Senzig und Zeesen).

### Bau am Ende des 17. Jahrhunderts
Bis zum Jahr 1693 stand an der heutigen Stelle der Kreuzkirche eine Holzkirche. Mit dem Einsturz der alten Kirche im heutigen Ortsteil Niederlehme erließ Kurfürst Friedrich III. den Befehl zum Bau einer großen Patronatskirche in Königs Wusterhausen an der Stelle der hölzernen Kirche. Im Jahr 1697 wurde der Neubau der Kirche als rechteckiger verputzter Saalbau aus Backstein am östlichen Rand des alten Dorfangers als Ersatz der Holzkirchen in Wusterhausen, Niederlehme und Hoherlehme erbaut. Unter der Kirche wurden zwei Gruften für fürstliche Bedienstete und wohlhabende Einwohner ausgehoben. In dem noch hölzernen Turm hingen zwei Läuteglocken sowie zwei Uhrenglocken. Eine Bronzeglocke wurde von Friedrich III. gestiftet. Neben einer Läuteglocken sind heute noch die Kirchenbücher erhalten. Während des Umbaus durfte die Gemeinde im Schloss Königs Wusterhausen den Gottesdienst abhalten.

### 18. Jahrhundert

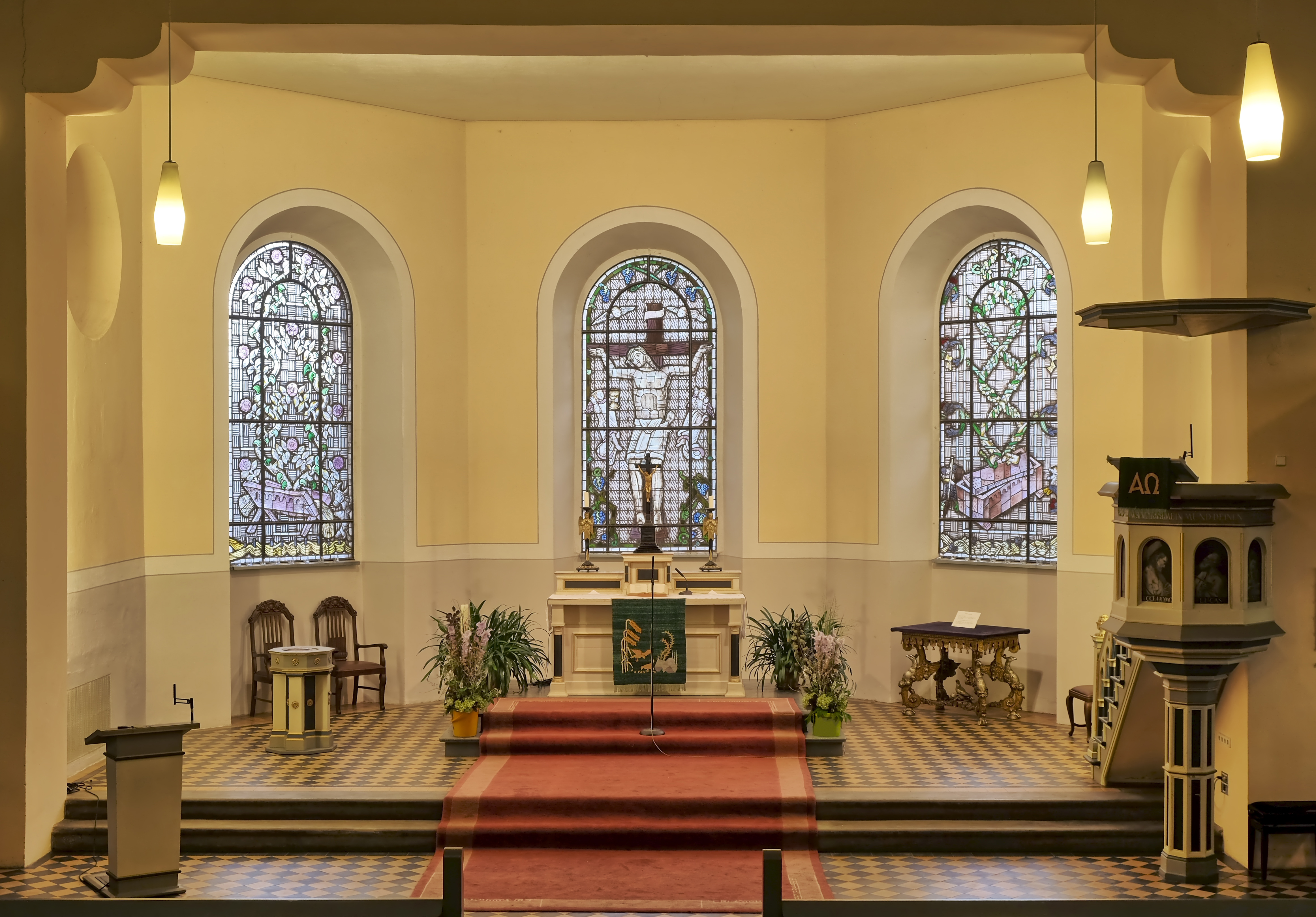
Altarraum der Kirche, rechts Altartisch von Charles King, im polygonalen Raumschluss die Bildfenster von Charles Crodel

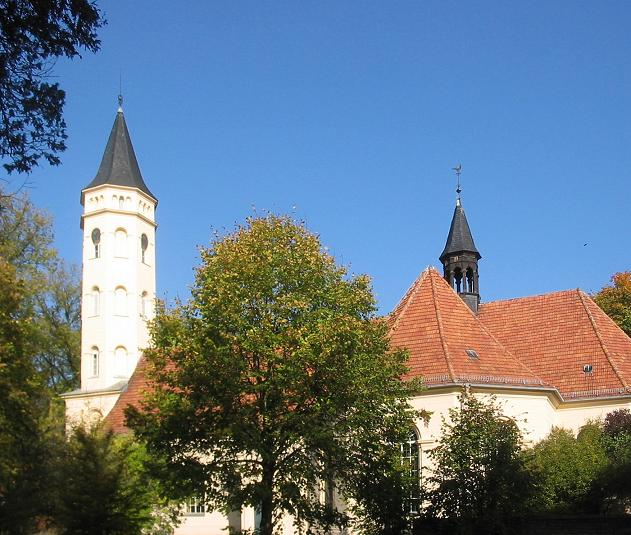
Die Kirche mit Blick auf den Seitenflügel

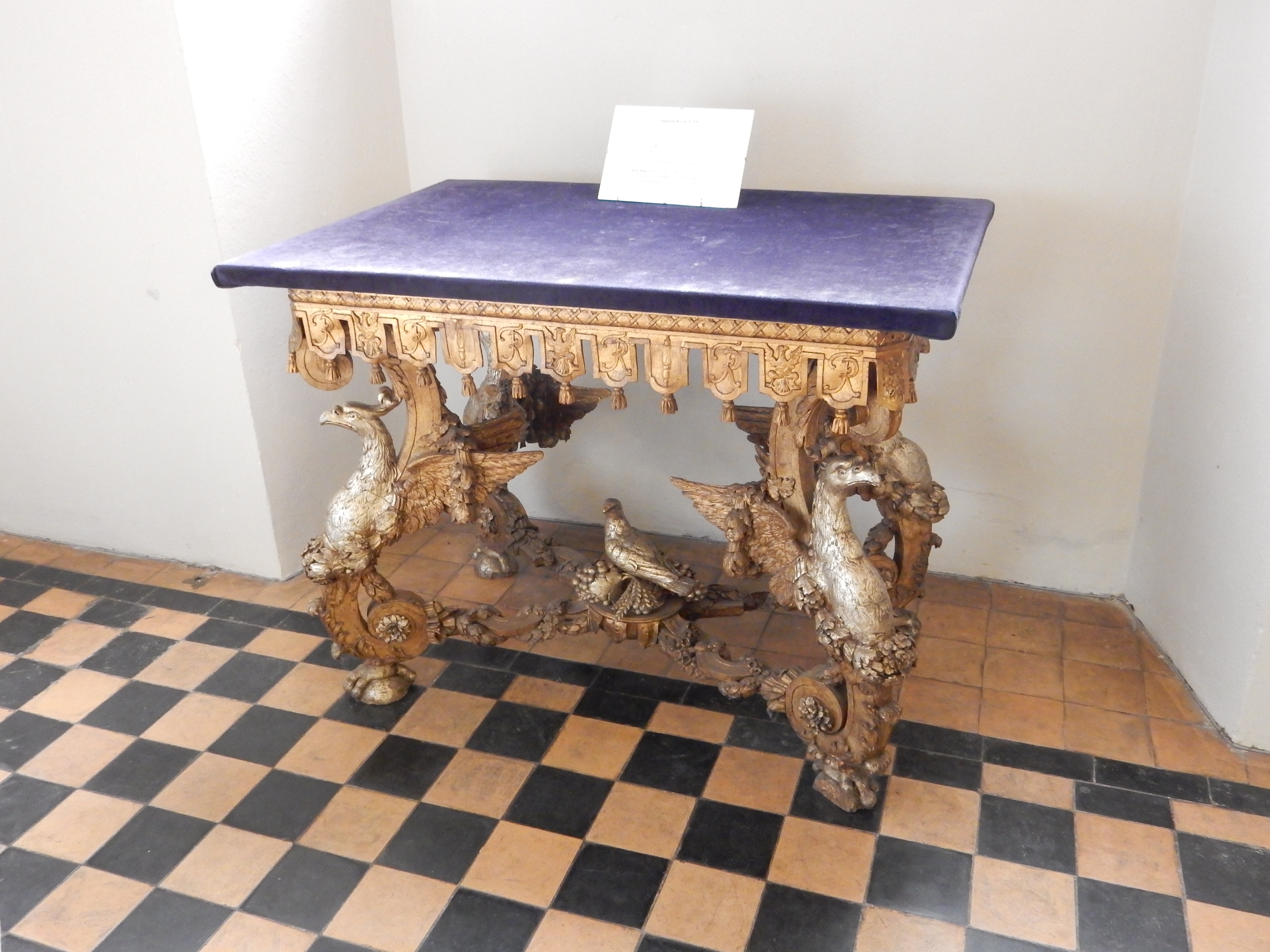
Altartisch von Charles King für das Schloss Oranienburg (ca. 1710), heute: Kreuzkirche Königs Wusterhausen

Im Jahr 1706 stiftete der Kronprinz Friedrich Wilhelm der Kirche die Abendmahlsgeräte. Zwei Jahre später stiftete König Friedrich I. eine Orgel, die an der Stelle der Fürstenloge aufgestellt wurde. Als Erbauer wird von Orgelsachverständigen der norddeutsche Orgelbaumeister Arp Schnitger angenommen. In diese Zeit fällt auch die Bemalung des Kircheninneren und die Einfriedung des Kirchengeländes. Besonders markant sind das brandenburgische Wappen auf der Emporbrüstung und der Adler an der Decke. Am 3. November 1718 wurde der Kirchenbau in einer königlichen Verordnung als ein Musterbeispiel empfohlen. Im Jahr 1719 wurde die Gemeinde zu Deutsch Wusterhausen in die hiesige eingepfarrt. 1745 bekam die Kirche den Altartisch und eine inzwischen verschollene Kanzel. Sie waren aus vergoldeter Eiche und stammten aus der Werkstatt des am königlichen Hof tätigen Bildhauers Charles King. Ehe sie nach Königs Wusterhausen kamen, gehörten sie zur Schlosskapelle Oranienburg. Von 1757 bis 1758 wurde die Kirche um einen vierjochigen und mit rundbogigen Öffnungen versehenen Neubau erweitert. Das Gewölbe unter den Frauenplätzen wird zugeschüttet beziehungsweise vermauert.

### 19. Jahrhundert
Im Jahr 1812 wird die Gemeinde Schenkendorf eingepfarrt. Von 1821 bis 1822 erfuhr die Kreuzkirche zum zweiten Mal eine umfassende Erweiterung. Der seitlich stehende Holzturm wurde durch einen neuen achteckigen nach einem Entwurf von Friedrich Albert Eytelwein ersetzt. Die Fenster des Kirchenschiffes wurden rundbogig mit Kantenwülsten erneuert. Kanzel, Emporen und die Emporentreppen mit geschweiften Brettdocken wurden eingebaut. Am Ostgiebel wurde eine Sakristei angefügt, Tür und Treppe zum Gewölbe entfernt. 1889 fand die Einweihung des dritten Erweiterungsbaues statt, der Querschiff und Choranbau in Anlehnung an die neoromanische Formensprache von 1822 umfasst und der Kirche ihr heutiges Erscheinungsbild und ihren Namen verleiht. Für den Einbau einer Heizungsanlage wurden die Gewölbe unter dem Altarraum geöffnet.

### 20. Jahrhundert

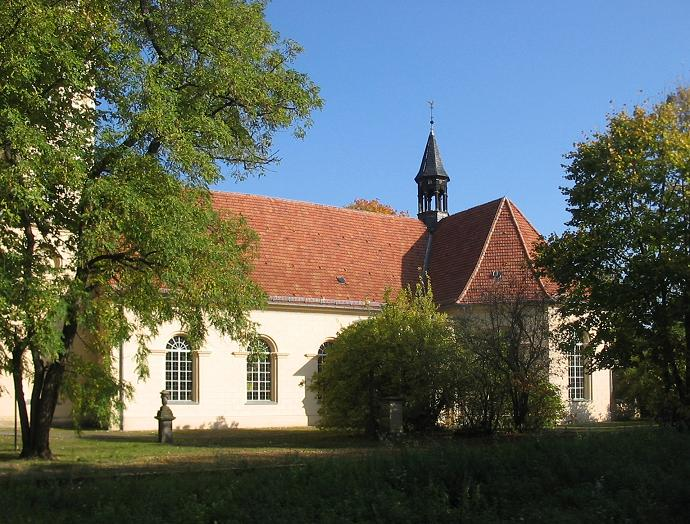
Blick auf die Kirche und die Einfriedung

Im Jahr 1912 erfolgte der Bau der neuen Dinse-Orgel unter Erhaltung des barocken Prospektes. Im Ersten Weltkrieg wurden alle Glocken bis auf eine eingeschmolzen. Die Glocke wurden erst wieder 1925 durch neue ersetzt. Die Generalüberholung der Orgel durch die Firma Wendt & Heise erfolgte im Jahr 1931, bei der das Instrument umdisponiert wird. 1932 fand eine Neuausmalung des Kircheninneren unter Wiederherstellung des preußischen Adlers an der Decke über der Orgel statt.
Während des Zweiten Weltkriegs wurden die Glocken wieder bis auf eine eingeschmolzen. Am 27. Januar 1944 deckte eine am Kirchplatz einschlagende Luftmine das Kirchendach ab und zerstörte alle Fenster. Bis zur provisorischen Instandsetzung fanden die Gottesdienste in den Räumen der Neuapostolischen Gemeinde statt. Ab April 1945 diente die Kirche als Lazarett. Von 1948 bis 1949 wurden die Bildfenster des Altarraumes von Charles Crodel (Halle) entworfen und ausgeführt. 1951 erhielt die Kirche wieder ihr volles Geläut. 1964 werden die Fenster des Kirchenschiffs erneuert. Im Jahr 1970 wurde bei der letzten großen Renovierung das Dach neu gedeckt und Außenputz sowie der Innenanstrich erneuert. 1997 wurden das Mauerwerk trockengelegt und die Außenhaut saniert. 2003 wurde eine neue Heizungsanlage installiert. Im Jahr 2008 fand der Innenausbau der Kirche statt.

#### Orgel
Von 2005 bis 2010 wurde von der Firma Ahrend eine neue Orgel im Stil Arp Schnitgers konzipiert und erbaut. Es handelt sich um eines von wenigen Instrumenten der norddeutschen Orgeltradition in Brandenburg.

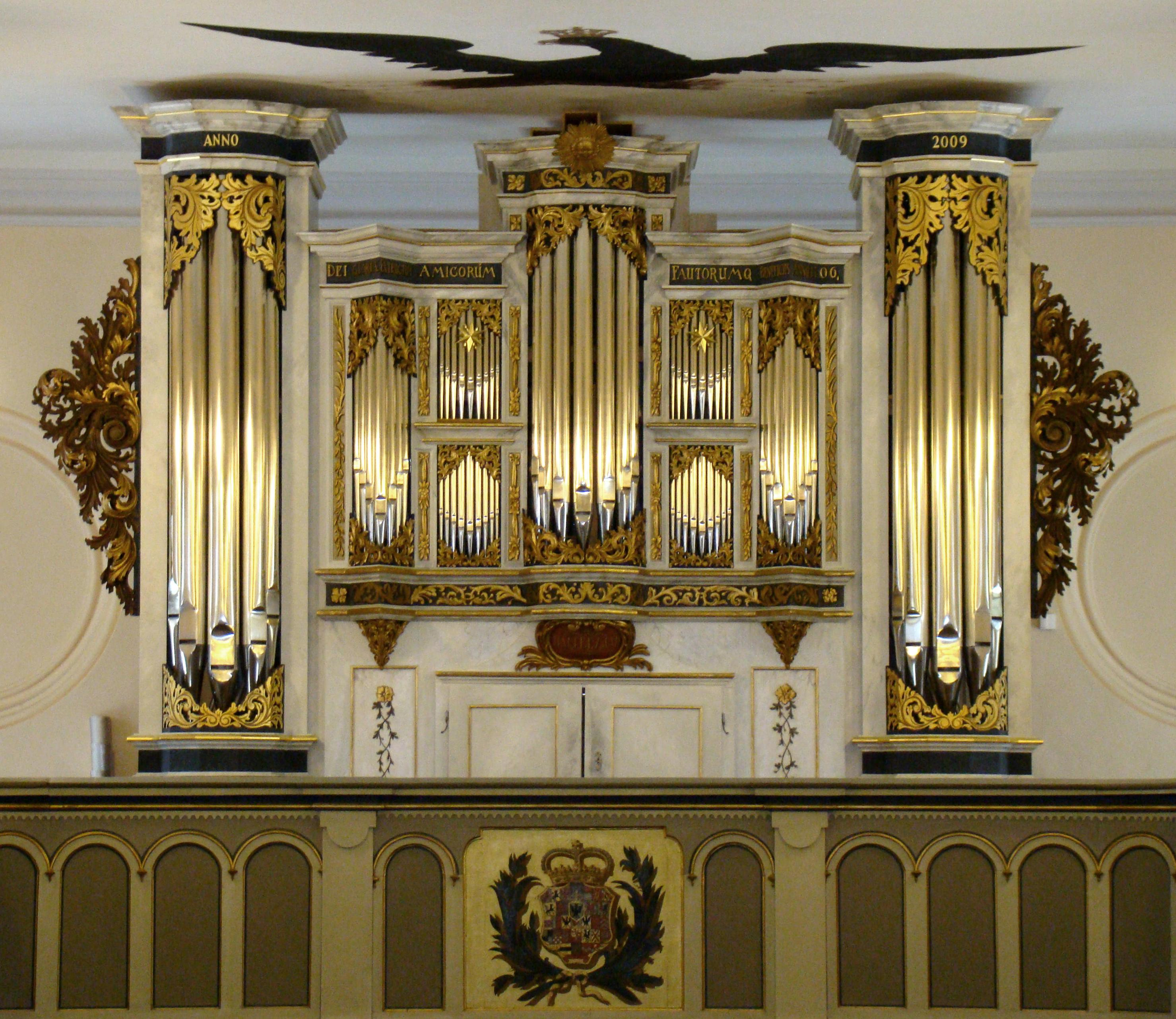
Neue Orgel in der Kreuzkirche mit restauriertem Barockprospekt

Die Disposition der Ahrend-Orgel lautet wie folgt:
| I Hauptwerk C–d3 |                |     |
| 1.               | Principal ab B | 8′  |
| 2.               | Hohlflöte      | 8′  |
| 3.               | Octave         | 4′  |
| 4.               | Flöte          | 4′  |
| 5.               | Octave         | 2′  |
| 6.               | Cornett ab c1  | 2f. |
| 7.               | Trompete       | 8′  |

| II Oberwerk C–d3 |              |       |
| 8.               | Gedackt      | 8′    |
| 9.               | Spitzgedackt | 4′    |
| 10.              | Waldflöte    | 2′    |
| 11.              | Quinte       | 1 ⁄3′ |
| 12.              | Sesquialtera | 2f    |
| 13.              | Dulcian      | 8′    |

| Pedal C–d1 |               |     |
| 14.        | Subbass       | 16′ |
| 15.        | Octavbass     | 08′ |
| 16.        | Octavbass     | 04′ |
| 17.        | Posaunenbass  | 16′ |
| 18.        | Trompetenbass | 08′ |

- Koppeln: II/I, I/P
- Neben- und Effektregister: Tremulant, Zimbelstern, Nachtigall

#### Glocken
Die drei Kirchenglocken aus Bronze im Kirchturm der Kreuzkirche werden folgendermaßen beschrieben:
| Glocke | Gießer                    | Gussjahr | Schlagton | Inschrift             |
| ------ | ------------------------- | -------- | --------- | --------------------- |
| 1      | Schilling, Apolda         | 1951     | g′        | ER IST UNSER FRIEDE   |
| 2      | Christian Heinter, Berlin | 1694     | h′        |                       |
| 3      | Schilling, Apolda         | 1951     | d″        | WIR SIND DOCH BRUEDER |

## Pfarreien
- 1693: Königs Wusterhausen, Niederlehme und Hoherlehme wurden zusammengefasst
- 1719: Deutsch Wusterhausen wurde eingepfarrt
- 1812: Schenkendorf wurde eingepfarrt
- 1900: Hoherlehme wurde wieder selbstständig
- 1908: Niederlehme wurde wieder selbstständig
- 1955: Senzig/Zernsdorf wurde selbstständig
- 1957: Zeesen/Schenkendorf wurde selbstständig

Heute werden die Gemeinden Deutsch Wusterhausen, Schenkendorf und Zeesen durch den hiesigen Pfarrer mitbetreut.